# 베서니 홀롱
베서니 A. 홀롱(Bethany A. Hall-Long, 1963년 11월 12일 ~ )은 미국의 정치인으로 제26대 델라웨어주 부지사이다.

## 학력
- 토마스 제퍼슨 대학교 간호학과 학사
- 사우스캐롤라이나 의과대학 간호학 석사
- 조지 메이슨 대학교 철학박사

## 경력
- 2002.11 ~ 2008.11 제142·143·144대 델라웨어주 제8구 하원의원
- 2008.11 ~ 2016.11 제145·146·147·148대 델라웨어주 제10구 상원의원
- 2017.01 ~ 2025.01 제26대 델라웨어 부지사
- 2025.01 ~ 2025.01 제75대 델라웨어 주지사

## 역대 선거 결과
| 선거명      | 직책명                        | 대수  | 정당   | 득표율  | 득표수    | 결과 | 당락                 |
| ----------- | ----------------------------- | ----- | ------ | ------- | --------- | ---- | -------------------- |
| 2000년 선거 | 하원의원 (델라웨어 제9선거구) | 141대 | 민주당 | 49.35%  | 5,885표   | 2위  | 낙선                 |
| 2002년 선거 | 하원의원 (델라웨어 제8선거구) | 142대 | 민주당 | 60.73%  | 3,591표   | 1위  | 델라웨어 주의원 당선 |
| 2004년 선거 | 하원의원 (델라웨어 제8선거구) | 143대 | 민주당 | 100.00% | 8,228표   | 1위  | 델라웨어 주의원 당선 |
| 2006년 선거 | 하원의원 (델라웨어 제8선거구) | 144대 | 민주당 | 77.04%  | 5,864표   | 1위  | 델라웨어 주의원 당선 |
| 2008년 선거 | 상원의원 (델라웨어 제10부)    | 145대 | 민주당 | 64.90%  | 13,965표  | 1위  | 델라웨어 주의원 당선 |
| 2012년 선거 | 상원의원 (델라웨어 제10부)    | 147대 | 민주당 | 100.00% | 16,498표  | 1위  | 델라웨어 주의원 당선 |
| 2014년 선거 | 상원의원 (델라웨어 제10부)    | 148대 | 민주당 | 51.10%  | 6,230표   | 1위  | 델라웨어 주의원 당선 |
| 2016년 선거 | 델라웨어 부지사               | 26대  | 민주당 | 59.45%  | 248,141표 | 1위  | 델라웨어 부지사 당선 |
| 2020년 선거 | 델라웨어 부지사               | 26대  | 민주당 | 59.14%  | 285,638표 | 1위  | 델라웨어 부지사 당선 |